# Јагода Балабан
Јагода Балабан (Пискавица код Бања Луке, 9. јун 1960) српски је дерматовенеролог, алерголог и ванредни професор.

## Биографија
У родном граду завршила је гимназију и дипломирала на Медицинском факултету (1984). Специјализацију из дерматовенерологије завршила је 1997. на Институту за кожне и полне болести (касније Клиника за кожне и полне болести) у Београду. Магистрирала је 2000. одбраном рада Могући етиолошки фактори болнички лијечене генерализоване уртикарије у дјечјем узрасту и докторирала 2008. одбраном тезе Корелација преосјетљивости на инхалаторне алергене код особа са атопијским дерматитисом и респираторним облицима атопије у адолесцентној и адултној доби на Медицинском факултету у Бањој Луци, гдје је 2009. изабрана за доцента. На Факултету здравствених наука на Паневропском универзитету "Апеирон" изабрана је 2016. за ванредног професора.
Радила је у Дому здравља Бања Лука 1985-1994. године. Начелник је Клинике за кожне и полне болести нна Универзитетском клиничком центру Републике Српске у Бањој Луци (2001-2006, од 2016), гдје је запослена од 1994. године. Била је предсједник Удружења дерматовенеролога Репубике Српске (2011-2015).